# Madigan
Madigan is een Amerikaanse misdaadfilm uit 1968 onder regie van Don Siegel. Het scenario is gebaseerd op de roman The Commissioner (1962) van de Amerikaanse misdaadauteur Richard Dougherty. Destijds werd de film in Nederland uitgebracht onder de titel Onderwereld van New York.
De rolprent was een groot succes in de bioscopen. Ook de critici waren zeer te spreken over Madigan. Gedurende de opnamen waren er grote problemen geweest tussen producent Frank Rosenberg en regisseur Don Siegel. Acteurs en filmploeg steunden Siegel tegen Rosenberg, die voortdurend ingreep in het artistieke proces en beslissingen van Siegel terugdraaide of tegenwerkte.

## Verhaal
In de wijk Spanish Harlem van New York vallen de rechercheurs Madigan en Bonara een appartement binnen en arresteren Barney Benesch. De laatste wordt gezocht in verband met enige recente misdaden. Als de twee worden afgeleid door de naakte vriendin van Benesch, weet de laatste te ontsnappen met de pistolen van de rechercheurs. Het blijkt dat Benesch wordt gezocht wegens moord en een woedende politiecommissaris Russell geeft de mannen 72 uur om de crimineel opnieuw op te pakken. De commissaris concentreert zich intussen op zijn andere problemen, zijn minnares Tricia wil haar relatie met hem verbreken, de zwarte dominee dr. Taylor beweert dat zijn zoon door racistische agenten in elkaar is geslagen, en er is bewijs dat een van zijn medewerkers, hoofdinspecteur Kane, is omgekocht. Tijdens de klopjacht op hem schiet Benesch twee politiemannen dood met het wapen van Madigan. De zoektocht van de twee rechercheurs loopt via bookmaker Castiglione en pooier Hughie, tot ze uiteindelijk de nieuwe schuilplaats van Benesch vinden. Als ze het appartement bestormen wordt Madigan dodelijk getroffen door Benesch, die uiteindelijk wordt doodgeschoten door Bonaro. Russell probeert de vrouw van Madigan te troosten, maar die is overstuur en scheldt de commissaris uit voor een 'harteloze bureaucraat'. Als hij met Kane het huis van Madigan verlaat, vraagt men de commissaris naar de klachten van Taylor en de omkoopschandalen. Russell zegt dat die zaken kunnen wachten tot morgen.

## Rolverdeling
| Acteur              | Personage          |
| ------------------- | ------------------ |
| Richard Widmark     | Daniel Madigan     |
| Henry Fonda         | Anthony X. Russell |
| Inger Stevens       | Julia Madigan      |
| Harry Guardino      | Rocco Bonaro       |
| James Whitmore      | Charles Kane       |
| Susan Clark         | Tricia Bentley     |
| Michael Dunn        | Midget Castiglione |
| Steve Ihnat         | Barney Benesch     |
| Don Stroud          | Hughie             |
| Sheree North        | Jonesy             |
| Warren Stevens      | Ben Williams       |
| Raymond St. Jacques | Dr. Taylor         |
| Bert Freed          | Hap Lynch          |
| Harry Bellaver      | Mickey Dunn        |
| Frank Marth         | James Price        |

## Achtergrond
Het scenario had de werktitel, Friday, Saturday, Sunday en werd geschreven door Abraham Polonsky en Howard Rodman. Beide mannen stonden in de jaren vijftig op de beruchte zwarte lijst van Hollywood. De productie was in handen van Frank Rosenberg, die zich beschouwde als een producent van de oude stempel. In zijn ogen was de producent de baas van het filmproject en was de regisseur ondergeschikt. Dit was echter niet de mening van regisseur Don Siegel die zichzelf in ieder geval zag als de artistieke leider van het project. Het duurde dan ook niet lang voordat Rosenberg en Siegel elkaar in de haren vlogen. Zo stelde Rosenberg een schema op voor de volgorde van de opnamen van de scènes. Een van de zwaarste scènes voor de acteurs Henry Fonda en Inger Stevens was de scène waar Stevens, in haar rol van de weduwe Madigan, woedend reageert op de aanwezigheid van Fonda in zijn rol van politiecommissaris. Deze scène was door Rosenberg op de eerste opnamedag gezet, terwijl Stevens amper was voorbereid op haar rol en die opnamedag ook nog verschillende kostuums moest passen. Ze was in tranen en werd getroost door Siegel die zei "Denk gewoon aan Frank Rosenberg als je deze scène moet spelen, hij is degene die je dit heeft aangedaan". In zijn autobiografie, A Siegel Film, schreef Siegel dat Inger Stevens vervolgens "een van de beste prestaties van haar loopbaan liet zien". Maar Rosenberg liet zich niet weerhouden om door te gaan met diverse correcties. Zo zegt Fonda in zijn rol als commissaris op zeker ogenblik, "You can open the other eye now, I made coffee" (Je kunt nu ook je andere oog open doen, hier is koffie). In het scenario stond echter 'the coffee'. Volgens Rosenberg moest de scène over omdat de hele bedoeling van de woorden verloren ging. Een woedende Siegel weigerde alles over te doen, waarna Rosenberg Henry Fonda het woordje 'the' liet opnemen. Later plakte hij dit weer in de film. De grootste ruzie kwam toen Siegel besloot te stoppen met de opnamen in New York. Het werd daar te gevaarlijk nadat een auto was vernield en een van medewerkers van de rekwisietenafdeling was overvallen. De ploeg verhuisde naar Los Angeles maar Siegel vond de locatie die Rosenberg had gevonden niets. Hij had zelf een veel betere locatie gevonden die erg veel leek op Spanish Harlem. Rosenberg weigerde echter die te gebruiken en Siegel stapte toen naar studiobaas Lew Wasserman van Universal met foto's van de locaties. Wasserman gaf Siegel gelijk. De afkeer van Rosenberg werd gedeeld door Henry Fonda die vond dat zijn personage door Rosenberg was ontdaan van de diepte die hij zo aantrekkelijk had gevonden. Ook hoofdrolspeler Richard Widmark hekelde de ingrepen van de producent in het artistieke proces en prees regisseur Siegel die er desondanks in slaagde een uitstekende film af te leveren.

## Ontvangst
Madigan kreeg de beste kritieken die Siegel ooit had gehad. De critici prezen de directe stijl en de door Siegel perfect in beeld gebrachte duistere stad. Het publiek was al even enthousiast en de film was een succes in de bioscopen.

## Vervolg
Hoewel het personage Madigan op het einde van de film wordt doodgeschoten, liet Richard Widmark de rechercheur weer tot leven komen in de televisieserie Madigan in 1972. NBC produceerde de serie als onderdeel van de NBC Mystery Movie-serie. De serie was echter minder succesvol dan de gelijknamige film, na een seizoen van zes afleveringen viel het doek.